# Alan Moorehead
Alan McCrae Moorehead, (22 juillet 1910 - 29 septembre 1983) est un correspondant de guerre et auteur d'histoires populaires, notamment deux livres sur l'exploration du Nil au XIXe siècle, The White Nile (1960) et The Blue Nile (1962). Né en Australie, il a vécu en Angleterre et en Italie à partir de 1937.

## Biographie
Moorehead est né à Melbourne, en Australie. Il fait ses études au Scotch College et obtient une licence ès arts de l'université de Melbourne. Il voyage en Angleterre en 1937 et devient un correspondant étranger renommé pour le London Daily Express. Écrivain, grand voyageur, biographe, essayiste, journaliste, Moorehead est l'un des écrivains britannique les plus célèbres de son époque. Il épouse Lucy Milner, qui, au Daily Express en 1937, « préside une page féminine exempte de la sentimentalité condescendante qui caractérise une grande partie des écrits destinés aux femmes à l'époque ».
Durant la Seconde Guerre mondiale, il acquiert une réputation internationale pour sa couverture des campagnes au Moyen-Orient et en Asie, en Méditerranée et dans le nord-ouest de l'Europe.
Il est mentionné à deux reprises dans les dépêches et est nommé officier de l'ordre de l'Empire britannique. Selon le critique Clive James, « Moorehead était présent lors des batailles et des conférences en Afrique du Nord, en Italie et en Normandie, jusqu'à la fin. La Trilogie africaine, imposante mais incontournable, toujours imprimée aujourd'hui, est peut-être le meilleur exemple de la vertu caractéristique de Moorehead en tant que correspondant de guerre : il savait élargir l'histoire locale à ses implications mondiales. » . La biographie de Montgomery par Moorehead en 1946 reste également bien considérée.
En 1956, son livre Gallipoli, sur la désastreuse campagne des Alliés pendant la Première Guerre mondiale à Gallipoli, reçoit un accueil critique presque sans précédent (bien qu'il ait été plus tard critiqué par l'historien britannique de Gallipoli Robert Rhodes James comme étant « profondément imparfait et gravement surestimé »). En Angleterre, le livre remporte le prix de mille livres du Sunday Times et la médaille d'or et est le premier à recevoir le prix commémoratif Duff Cooper. La remise de ce dernier est faite par Winston Churchill le 28 novembre 1956.
En 1966, Moorehead et sa femme, son fils cadet et sa fille (Caroline Moorehead (en)) font ce qui est pour lui la première d'une série annuelle de visites en Australie. Là, il termine un scénario télévisé pour son manuscrit « Darwin et le Beagle », mais la maladie frappe avant que le livre ne soit publié. En décembre, souffrant de maux de tête, il se rend à l'hôpital Westminster de Londres pour une angiographie qui précipite un accident vasculaire cérébral majeur.
Cependant, grâce à sa femme, Lucy, sa voix d'écrivain perdure. Darwin et le Beagle est publié sous forme de livre illustré en 1969. En 1972, elle rassemble les essais autobiographiques dispersés de son mari et les publie sous le titre A Late Education. Moorehead est décédé à Londres en 1983 et est enterré au cimetière de Hampstead, Fortune Green.
Au cours des années 1960, deux grandes universités américaines demandent à Moorehead qu’il dépose ses documents privés comme élément central de leurs collections d’écrivains contemporains. Au lieu de cela, en 1971, Alan et Lucy Moorehead apportent ses papiers en Australie pour les offrir en personne à la Bibliothèque nationale.

## Publications
- Mediterranean Front (Hamish Hamilton, 1941) & (US: McGraw, 1942)
- A Year of Battle (Hamish Hamilton, 1943) & (US: Harper, 1943) as Don't Blame the Generals;
- The End in Africa (Hamish Hamilton, 1943) & (US: Harper, 1943);
- African Trilogy (Hamish Hamilton) & (Harper, 1945); A compendium of the above three books, Mediterranean Front, A Year of Battle and The End in Africa. Abridged edition: The Desert War (Hamish Hamilton, 1965), published in America as The March to Tunis:The North African War: 1940–1943 (Harper, 1967).
- Eclipse (Hamish Hamilton, 1946);
- Montgomery: A Biography (Hamish Hamilton, 1946).
- The Rage of the Vulture (Hamish Hamilton, 1948); adapté en 1951 comme Thunder in the East.
- The Villa Diana (Hamish Hamilton, 1951)
- The Traitors: The Double Life of Fuchs, Pontecorvo, and Nunn May (Hamish Hamilton, 1952);
- Rum Jungle (Hamish Hamilton, 1953)
- A Summer Night (Hamish Hamilton, 1954).
- Winston Churchill in Trial and Triumph (US: Houghton Mifflin, 1955).
- Gallipoli (Hamish Hamilton, 1956); new edition 1967.
- The Russian Revolution (Collins/Hamish Hamilton, 1958).
- No Room in The Ark (Hamish Hamilton, 1959).
- The White Nile (Hamish Hamilton, 1960)
- Churchill: A Pictorial Biography (Viking, 1960); Churchill and his World: A Pictorial Biography (Thames & Hudson, 1965; Revised edition).
- The Blue Nile (Hamish Hamilton, 1962)
- Cooper's Creek (Hamish Hamilton, 1963)
- The Fatal Impact: An Account of the Invasion of the South Pacific, 1767–1840 (Hamish Hamilton, 1966)
- Darwin and the Beagle (Hamish Hamilton, 1969).
- A Late Education: Episodes in a Life (Hamish Hamilton, 1970); autobiographie